# أيفر تونتش
أيفر تونتش (بالتركية: Ayfer Tunç)‏ (ولدت في عام 1964 في مدينة أدابازاري) كاتبة تركية.
أنهت أيفر تونتش تعليمها الثانوي في مدرسة إيرينكوي الثانوية للبنات والتحقت بكلية العلوم السياسية بجامعة إسطنبول ثم تخرجت منها. بدأت أيفر تونتش كتابة مقالات في العديد من المجلات الأدبية والثقافية المتنوعة وذلك في أعوام دراستها بالجامعة. ومنذ عام 1983 نشرت أيفر تونتش أول مقالاتها الأدبية في مختلف المجلات. وفي عام 1989 بدأت أيفر تونتش مهنتها الصحفية. وعملت في مجلة الشارع وصحيفة الشمس وصحيفة القرن الجديد. وفي عام 1989 انضمت إلى جائزة قصة يونس نادي التي تنظمها صحيفة الجمهورية. وحازت على جائزة المركز الأول وذلك عن قصتها التي تٌدعى «الغامض». وخلال أعوام 1999 – 2004 شغلت أيفر تونتش منصب مدير النشر في دار نشر يابي كريدي. وقد حازت أيفر تونتش على جائزة بلقانيكا حيث أنها تُنظم بمشاركة ست دول البلقان في عام 2003 وذلك عن عملها المسمى «إذا لم يكن لدينا مانع فأمي ستأتي إلينا – حياتنا في السبعون عاًما من عمرنا» حيث أنه قد نُشر في عام 2001. وقررت أيفر تونتش ترجمته إلى ست لغات البلقان. وفي عام 2003 قد تحول إلى فيلم سيناريو بعنوان «السحاب في الهواء» حيث أنه قد كُتب من خلال الاستفادة من قصص سيت فائق وقد بُث على شاشة قناة تي أر تي. وتواصل أيفر تونتش الكتابة في مختلف المجلات والصحف. وتقوم دار نشر جان بنشر كتبها. وكتبت أيفر تونتش سوياً مع فريقها السيناريو سيناريوهات مسلسلات علياء وألف ليلة و ليلة.
وكانت أيفر تونتش ضيفة عمر توركش و سميح جوموش الناقدين الماهرين في قدرتها دون تجنب أقوالها التي تُنظم بالتعاون مع إسطنبول الحديثة ومجلة الأدب الحالي بعنوان «فكرة ثابتة» وذلك في مساء يوم 21 فبراير عام 2012.

## كتبها
- 1989 – الغامض، أيفر تونتش، دار نشر جيم، 1989، قصة
- 1982 – فتاة الغلاف، أيفر تونتش، دار نشر سيمافي، 1992، رواية
- 1995 – منافق الجنس، أيفر تونتش، أويا أيمن، الكتب الذهبية، 1995، بحث
- 1996 – أصدقاء الكهف، أيفر تونتش، (الطبعة الأولى) دار نشر يابي كردي، 1996، قصة، 159 صفحة، بدون مجلد، ((ردمك 978-975-363-516-5))[2]
- 2000 – عزيز بك حاديسيسي، أيفر تونتش، (الطبعة الأولى) دار نشر يابي كردي، 2002، قصة، 134 صفحة، بدون مجلد، ((ردمك 978-975-363-568-4))[3]
- 2001 – إذا لم يكن لدينا مانع فأمي ستأتي إلينا – حياتنا في السبعون عاماً من عمرنا، أيفر تونتش (الطبعة الثانية والثلاثون) دار نشر يابي كريدي، 2004، حياة، 407 صفحة، بدون مجلد، ((ردمك 978-975-0806-63-8))[4]
- 2003 – الحجر – الورق – المقص، أيفر تونتش، (الطبعة الثانية) دار نشر يابي كريدي، 2004، قصة، 163 صفحة، بدون مجلد، ((ردمك 978-975-08-0685-8))[5]
- 2006 – فندق سابق، أيفر تونتش، (الطبعة الأولى) دار نشر جان، 2006، قصة، 224 صفحة، بدون مجلد، ((ردمك 978-975-07-0630-1))[6]
- 2007 – يقولون هذه الحياة، أيفر تونتش، (الطبعة الأولى) دار نشر جيم، 2007، سلسلة الحياة، 200 صفحة، بدون مجلد، ((ردمك 978-975-07-0777-3))[7]
- 2009 – تاريخ موجز يصف الخطأ الكاذب لمنزل الأدلة، أيفر تونتش، (الطبعة الأولى)، 2009، سلسلة الرواية، 492 صفحة، بدون مجلد، ((ردمك 978-975-07-1024-7))[8]
- 2010 – ليلة الجنية الخضراء، أيفر تونتش، (الطبعة الأولى) دار نشر جيم، 2010، سلسلة الرواية، 472 صفحة، بدون مجلد، ((ردمك 978-975-07-1218-0))[9]
- 2011 – كتاب سوزان، أيفر تونتش، (الطبعة الثانية) دار نشر جان، 2011، سلسلة الرواية، 128 صفحة، بدون مجلد، ((ردمك 978-975-07-1297-5))[10]
- 2014 - آلالام العالم، أيفر تونتش، دار نشر جان، 2014، سلسلة الرواية، 336 صفحة، بدون مجلد، ((ردمك 978-975-07-1928-8))[11]

## أعمالالسيناريو
- الأحلام، الحقيقة، وأيضا السينما (1995 قوس (ترقيم)

## وصلات خارجية
- أيفر تونتش على موقع IMDb (الإنجليزية)
- أيفر تونتش على موقع ألو سيني (الفرنسية)
- أيفر تونتش على موقع قاعدة بيانات الفيلم (الإنجليزية)
- أيفر تونتش على موقع كينوبويسك (الروسية)

•	www.canyayinlari.com
•	الموقع الرسمي لأيفر تونتش